# Hội nghị thượng đỉnh Liên Triều
Hội nghị thượng đỉnh Liên Triều là cuộc gặp giữa các lãnh đạo Bắc Triều Tiên và Hàn Quốc. Đã có tổng cộng 5 lần Hội nghị được tổ chức (vào các năm 2000, 2007, tháng 4/2018, tháng 5/2018 và tháng 9/2018). Tầm quan trọng của những hội nghị này nằm ở việc thiếu thông tin liên lạc chính thức giữa hai miền, điều này làm cho việc thảo luận về các vấn đề chính trị và kinh tế trở nên khó khăn. Các chương trình nghị sự của các hội nghị đã bao gồm các chủ đề như kết thúc chiến tranh Liên Triều 1950-1953 (hiện tại đang là một cuộc đình chiến), việc triển khai quân đội lớn tại DMZ (tổng số khoảng hai triệu), chương trình phát triển vũ khí hạt nhân của Bắc Triều Tiên và vấn đề nhân quyền.

## Tổng quan

### Hội nghị 2000
Năm 2000, đại diện của hai chính phủ gặp nhau lần đầu tiên kể từ khi chia tách bán đảo Triều Tiên. Kim Dae-jung, Tổng thống Hàn Quốc, đã tới  Sân bay quốc tế Sunan Pyongyang, gặp mặt Kim Jong-il, Lãnh đạo tối cao Bắc Triều Tiên.
- Thành phần: Kim Dae-jung - Tổng thống Hàn Quốc và Kim Jong-il - Lãnh đạo tối cao Bắc Triều Tiên
- Địa điểm: Bình Nhưỡng, Bắc Triều Tiên
- Thời gian: Từ 13-15/6/2000
- Kết quả: Tuyên bố chung Bắc-Nam ngày 15/6

### Hội nghị 2007
Vào tháng 6/2007, một tuyên bố thượng đỉnh đã được thông qua, bao gồm việc thực hiện Tuyên bố chung ngày 15 tháng 6, xúc tiến một cuộc họp thượng đỉnh ba bên hoặc bốn bên để giải quyết vấn đề hạt nhân trên bán đảo Triều Tiên, và thúc đẩy tích cực Các dự án hợp tác kinh tế liên Triều
- Thành phần: Roh Moo-hyun - Tổng thống Hàn Quốc và Kim Jong-il - Lãnh đạo tối cao Bắc Triều Tiên
- Địa điểm: Bình Nhưỡng, Bắc Triều Tiên
- Thời gian: 2-4/10/2007
- Kết quả: Tuyên bố Hội nghị thượng đỉnh Bắc - Nam 2007 (ko)

### Hội nghị tháng 4 năm 2018
Một hội nghị thượng đỉnh được tổ chức vào ngày 27/4/2018 tại Khu vực An ninh chung thuộc Hàn Quốc. Nó là cuộc gặp thứ 3 giữa hai miền Triều Tiên, dưới sự đồng ý của Tổng thống Hàn Quốc, Moon Jae-in, và Lãnh đạo Tối cao Bắc Triều Tiên, Kim Jong-un.
- Tham gia: Moon Jae-in - Tổng thống Hàn Quốc và Kim Jong-un - Lãnh đạo tối cao Bắc Triều Tiên
- Địa điểm: Khu vực an ninh chung, Hàn Quốc
- Thời gian: 27/4/2018[3]
- Kết quả cuộc đàm phán: Tuyên bố chung Bàn Môn Điếm

### Hội nghị tháng 5 năm 2018
Ngày 26/5/2018, Kim Jong-un và Moon Jae-in đã gặp lại nhau tại Khu vực An ninh chung. Cuộc gặp diễn ra trong hai giờ, và không giống những hội nghị trước đó, nó không có tuyên bố chung.

## Thông cáo báo chí
- Two Koreas to hold summit (CNN, Aug 7, 2007)
- New hope of inter-Korean detente (UPI, Aug 10, 2007) Lưu trữ ngày 28 tháng 9 năm 2007 tại Wayback Machine
- Inter-Korean summit (chinaview, Aug 8, 2007)
- Korean summit postponed by floods (CNN, Aug 18, 2007)